# مارك أرنولد
مارك أرنولد (19 سبتمبر 1970 جوهانسبرغ جنوب أفريقيا - ) هو لاعب كرة قدم جنوب أفريقي يلعب كلاعب وسط.

## روابط خارجية
- مارك أرنولد على موقع قاعدة بيانات كرة القدم.إي يو (الإنجليزية)
- مارك أرنولد على موقع بيانات كرة القدم. دي إي (الألمانية)
- مارك أرنولد على موقع عالم كرة القدم.نت (الإنجليزية)